# 黄洞人民革命烈士纪念碑
黄洞人民革命烈士纪念碑，位于中国广东省韶关市翁源县江尾镇，为翁源县的一个县级文物保护单位，类型为近现代重要史迹及代表性建筑，公布时间为1996年11月3日。
黄洞人民革命烈士纪念碑的历史年代为当代。